# بول إتش كيركباتريك
بول إتش كيركباتريك (بالإنجليزية: Paul H. Kirkpatrick)‏ هو باحث ومدرس أمريكي، ولد في 21 يوليو 1894 في ويسينغتون في الولايات المتحدة، وتوفي في 26 ديسمبر 1992 في ستانفورد في الولايات المتحدة.